# 烽火

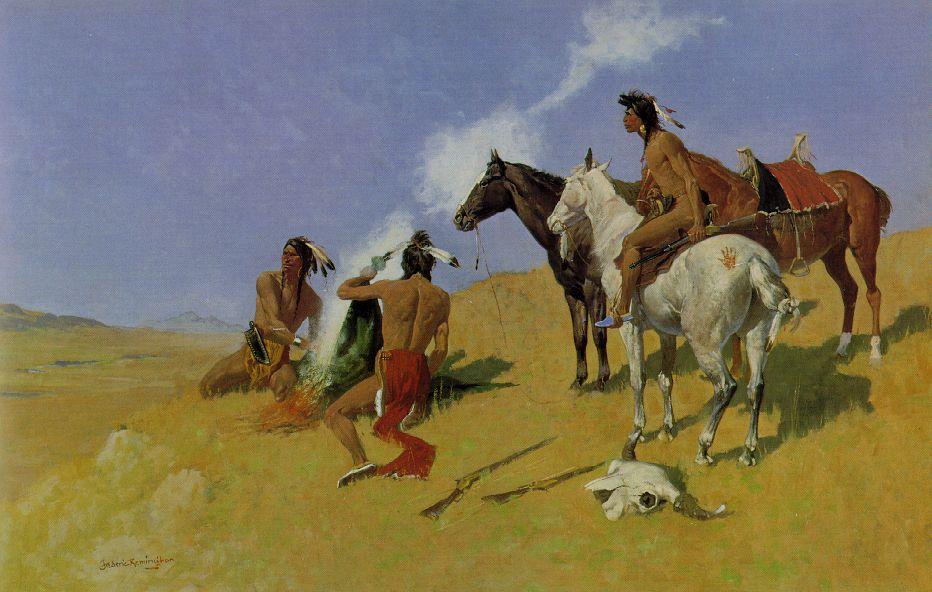
美洲原住民燔煙燧來傳遞訊息。

烽火，又称烽燧、狼煙、狼燧，是一種用於示警的訊號。白天以燃烧掺有粪便的柴草，释放浓烟来表达讯息，此稱為「燧」。夜裡則燃燒加有硫磺和硝石的干柴，使火光通明，以傳遞緊急軍情，此稱為「烽」。
通常會在險要處或交通要道上建築用於傳遞這種訊號的高台，後方看見訊號便知有戰事發生，出兵相助。《武经总要》記：“唐法：凡边城候望三十里置一烽，须在山岭高峻处，若有山岗隔绝，地形不便，则不限里数，要在烽烽相望；若临边界，则烽火外周筑城障”。商周時期便設置了邊境上的烽火台，中國有關烽火的事件之一是《史记》中記載周幽王的「烽火戲諸侯」，不過也有專家認為「烽火戲諸侯」非史實。